# 필 아놀드
필 아놀드(Phil Arnold, 1909년 9월 15일 ~ 1968년 5월 9일)는 미국의 배우, 텔레비전 배우, 영화배우이다.
해컨색에서 태어났으며 할리우드에서 사망하였다. 사인은 심근 경색이다.

## 영화
- 레모네이드 마우스 (2011년) - 하이 스쿨 뮤직 티처 역
- 프라이트 나이트 (2011년) - 하이 스쿨 티처 역